# Tim Settle
Tim Settle (Filadelfia, Pensilvania, 11 de julio de 1997) es un jugador profesional estadounidense de fútbol americano que se desempeña en la posición de defensive tackle en Houston Texans, equipo de la National Football League (NFL).

## Carrera
Fue seleccionado en la quinta ronda en la Reunión Anual de Selección de Jugadores de la NFL de 2018. Hizo su debut profesional con el equipo Washington Commanders, en el cual jugó cuatro temporadas (2018-2022), después pasó a Buffalo Bills (2022-2024), posteriormente a Houston Texans.